# Ид (Алье)
Ид (фр. Hyds) — коммуна во Франции, находится в регионе Овернь. Департамент коммуны — Алье. Входит в состав кантона Коммантри. Округ коммуны — Монлюсон.
Код INSEE коммуны — 03129.

## Население
Население коммуны на 2008 год составляло 308 человек.
| 1962 | 1968 | 1975 | 1982 | 1990 | 1999 | 2008 |
| ---- | ---- | ---- | ---- | ---- | ---- | ---- |
| 360  | 408  | 337  | 390  | 393  | 359  | 308  |

## Экономика
В 2007 году среди 210 человек в трудоспособном возрасте (15—64 лет) 148 были экономически активными, 62 — неактивными (показатель активности — 70,5 %, в 1999 году было 69,1 %). Из 148 активных работали 133 человека (72 мужчины и 61 женщина), безработных было 15 (10 мужчин и 5 женщин). Среди 62 неактивных 16 человек были учениками или студентами, 24 — пенсионерами, 22 были неактивными по другим причинам.

## Достопримечательности
- Дольмен
- Церковь Сен-Мартен (XII, XVII и XVIII века), исторический памятник с 17 сентября 1969 года
- Часовня Сен-Пьер (XIV век)